# Unzela pronoe
Unzela pronoe är en fjärilsart som beskrevs av Druce 1894. Unzela pronoe ingår i släktet Unzela och familjen svärmare. Inga underarter finns listade i Catalogue of Life.